# Stefano Pettinari
Stefano Pettinari (Roma, 27 gennaio 1992) è un calciatore italiano, attaccante svincolato.

## Biografia
È figlio del politico Luciano Pettinari. Nel 2013 è diventato padre di un bambino, avuto con la moglie.

## Caratteristiche tecniche
Punta centrale molto abile sia tatticamente che nel gioco aereo, sa difendere palla per far salire la squadra e possiede buone doti acrobatiche. Può essere impiegato anche come ala destra o sinistra. Può agire indifferentemente nel 4-3-3 e nel 3-5-2.

## Carriera

### Club

#### Gli inizi, Roma e i prestiti
Comincia nelle giovanili della Lodigiani, poi diventata Cisco Roma, dove si mette in evidenza. Nel 2006 viene acquistato dalla Roma, che lo inserisce nel proprio settore giovanile.
Debutta in prima squadra all'età di 17 anni, il 16 dicembre 2009, in Europa League, nella trasferta di Sofia contro il CSKA (0-3), subentrando al 74' ad Alessio Cerci.
Il 20 marzo 2010, all'età di 18 anni, esordisce in Serie A in Roma-Udinese (4-2), subentrando a Jérémy Ménez all'87'.
Il 15 luglio 2010 passa in prestito con opzione e contro-opzione per il riscatto al Siena, in Serie B. Con i bianconeri di Antonio Conte viene impiegato subito nella gara di Coppa Italia con il Lecce, mentre in campionato colleziona solo scampoli di partita, così, nella finestra di calciomercato del gennaio 2011, torna anticipatamente alla Roma, con cui si alterna tra squadra primavera e prima squadra.

#### Crotone e prestiti al Latina al Pescara
Nel luglio 2011 si trasferisce in comproprietà al Crotone e nel suo primo campionato in serie cadetta gioca 23 partite e segna 5 gol. Realizza il suo primo gol con i calabresi all'esordio da titolare in Serie B (seconda presenza assoluta), contro l'Empoli (2-1).
Il 14 aprile 2012 va a segno nel derby contro la Reggina, realizzando il gol del pareggio al 93° minuti di gioco (1-1).
Nella sua seconda stagione raccoglie 35 presenze e segna una sola rete (nel 3-3 contro l'Hellas Verona)
Nella terza e ultima stagione crotonese (2013-2014) totalizza 36 presenze e 11 reti tra campionato (9) e Coppa Italia (2).
In quest'ultima competizione realizza la prima doppietta in carriera (2-0 al Latina).
In campionato segna una doppietta il 15 marzo a Reggio Calabria in occasione del derby vinto per 1-4 in trasferta contro la Reggina, dopo essere subentrato al 79’. 
Il 20 giugno 2014 la partecipazione del cartellino del giocatore fra Crotone e Roma è risolta a favore dei giallorossi.
L'8 agosto 2014, dopo aver svolto tutta la preparazione estiva giocando alcuni spezzoni di amichevoli con i giallorossi, passa ufficialmente in prestito al Latina con diritto di riscatto e controriscatto a favore della Roma. Fa il suo esordio con la maglia dei pontini in Coppa Italia contro il Novara, andando subito a segno.
Debutta in campionato il 6 settembre contro il Crotone, gara vinta per 1-0 dal Latina. Il 23 settembre segna la sua prima rete stagionale nella partita contro il Pescara, finita con il risultato di 1-1. Conclude anticipatamente la sua esperienza con i nerazzurri, totalizzando 23 presenze e 2 reti: il 2 febbraio 2015 passa al Pescara in prestito con diritto di riscatto e contro-riscatto in favore della Roma.
Fa il suo esordio con il Delfino il 7 febbraio, nella gara contro il Cittadella (1-1).
Segna i suoi unici gol stagionali con la squadra abruzzese il 3 maggio, nella sconfitta per 3-2 contro l'Avellino, realizzando una doppietta.
A fine stagione, dopo 12 presenze e 2 gol, il Pescara non esercita il diritto di riscatto.
Pettinari fa così ritorno alla Roma.

#### Prestiti al Vicenza e al Como
Il 23 luglio 2015 passa in prestito al Vicenza allenato da Pasquale Marino. Con la squadra vicentina esordisce alla prima giornata di campionato, nella partita vinta contro il Modena (0-1).
Durante la prima parte di stagione non riesce a trovare continuità, così, dopo aver raccolto 12 presenze senza gol all'attivo, nel gennaio del 2016 si accasa al Como. Con i lombardi esordisce il 16 gennaio nella vittoria interna contro il Perugia (1-0). Segna la sua prima rete con il Como al turno successivo, nella sfida pareggiata sul campo del Livorno (1-1). Con la squadra comasca riesce a trovare la via della rete due volte (la seconda volta nel 2-2 contro il Trapani), ma le sue marcature non basteranno ad evitare la retrocessione, causata dall'ultimo posto finale in classifica.

#### La Serie A col Pescara e il prestito alla Ternana
Il 25 agosto 2016 si trasferisce a titolo definitivo al Pescara, questa volta in Serie A. Il 19 novembre gioca la sua prima partita da titolare in massima serie, persa contro la Juventus allo Juventus Stadium (3-0). Dopo 6 presenze senza reti, per giocare con maggiore continuità passa in prestito, nel gennaio 2017, alla Ternana, in Serie B, fino al termine della stagione. Fa il suo esordio in maglia rossoverde il 21 gennaio nella sconfitta esterna contro il Pisa (1-0). Dopo i vari cambi di allenatori, sotto la gestione Liverani riesce a trovare continuità, fornendo ottime prestazioni come uomo-assist e realizzando i suoi primi gol con la squadra umbra il 13 maggio contro la SPAL, quando gli umbri riescono a ribaltare il risultato da 1-0 a 2-1 proprio grazie alla doppietta di Pettinari. I suoi gol saranno fondamentali per centrare l'insperata salvezza all'ultima giornata di campionato.
Rientrato al Pescara, sotto la gestione di Zdeněk Zeman vive la sua migliore stagione in termini di gol realizzati sino a quel momento. Dopo aver esordito e segnato in Coppa Italia (5-3 alla Triestina), nella prima partita del campionato della Serie B 2017-2018 segna una tripletta (5-1 al Foggia). Si ripete nella partita in casa contro il Frosinone (3-3), segnando tre gol nei primi 45 minuti.
Nelle prime quattro giornate mette a segno ben 7 gol, trovandosi al comando della classifica dei cannonieri.
Il 18 novembre realizza una doppietta contro la Pro Vercelli (2-1), raggiungendo per la prima volta in carriera la doppia cifra in termini di marcature in campionato. Alla rete segnata contro il Cesena l'8 dicembre segue, tuttavia, una lunga astinenza realizzativa nella seconda parte della stagione, durante la quale il calciatore va a segno solo contro il Bari (2-2 il 14 aprile 2018). I suoi gol stagionali in campionato saranno 13 in 38 presenze.

#### Lecce, ritorno al Crotone, Trapani e ritorno al Lecce
Il 28 giugno 2018 passa a titolo definitivo al Lecce, firmando un contratto triennale. Colleziona 12 apparizioni senza gol in Serie B in maglia giallorossa, senza rendere secondo le aspettative, anche a causa di problemi fisici. Il 28 gennaio 2019 ritorna al Crotone in prestito. Debutta il 10 febbraio, firmando il gol del vantaggio dei suoi nella sfida in trasferta contro il Verona, terminata 1-1. Chiude l'ennesima esperienza in Calabria con 11 presenze e 2 reti, l’ultima delle quali all'ultima giornata contro l’Ascoli.

#### Trapani
Rientrato al Lecce, il 27 agosto 2019 è ceduto in prestito al Trapani, neopromosso in Serie B. Il 29 settembre segna i suoi primi gol con i siciliani, contribuendo con una doppietta in casa dello Spezia al primo successo in campionato della sua squadra (2-4 finale).
Seguono altre doppiette decisive contro Livorno (2-1 finale) ed Ascoli (3-1 finale). Dopo essere andato a segno per quattro giornate consecutive, raggiunge il traguardo dei 14 gol in campionato, battendo il record personale stagionale che risaliva all'annata 2017-2018, quando aveva realizzato 13 gol in Serie B con il Pescara. Ripreso il campionato al termine dell'emergenza COVID-19, torna al gol alla seconda partita giocata, realizzando, il 26 giugno 2020, una doppietta contro il Pordenone (3-0) e raggiungendo così il suo record personale di gol realizzati in una stagione (14, nel 2017-2018); chiuderà l'annata, che vede il Trapani retrocedere, con 17 gol in 35 presenze in Serie B.
Il 13 ottobre 2020 torna al Lecce, a seguito dell'annullamento del diritto d'opzione del Trapani, escluso dalla Serie C a stagione agonistica appena iniziata. Firma il suo primo gol con i salentini il 13 marzo 2021, nella sfida di Serie B vinta dal Lecce per 4-2 contro il Chievo allo stadio Via del mare. Segna 5 gol in 25 presenze tra campionato, play-off e Coppa Italia.

#### Ritorno alla Ternana e Benevento
Rimasto svincolato, il 15 luglio 2021 sottoscrive un contratto triennale con la Ternana, neopromossa in Serie B, tornando nelle file del club umbro dopo quattro anni. Il 4 dicembre segna la prima rete stagionale con gli umbri nella partita in casa del Frosinone, pareggiata per 1-1.
In due stagioni e mezzo segna 8 gol, per poi trasferirsi in prestito al Benevento il 24 gennaio 2023. Con i sanniti segna la prima rete il 6 maggio nella trasferta in casa del Cittadella, persa per 3-1.

#### Reggiana
L'11 agosto 2023 passa a titolo definitivo alla neopromossa Reggiana. Il 26 agosto segna la prima rete con gli emiliani avviando la rimonta nel pareggio in casa del Como (2-2).
Durante entrambe le sessioni di mercato del 2024 la Reggiana tenta di cederlo ma l'attaccante rifiuta tutte le destinazioni. Non rientrando più nei piani tecnici della squadra viene escluso dalla registrazione della rosa per la stagione 2024-2025.

### Nazionale
Veste la maglia della nazionale italiana Under-16 (10 presenze e 5 gol) tra il 2007 e il 2008 e della nazionale italiana Under-17 (5 presenze) nel 2008. 
Il 20 gennaio 2010 esordisce in Under-19 contro la Turchia (3-0).
Il 19 novembre 2013 debutta con la nazionale azzurra Under-21, nella partita persa per 1-0 contro la Serbia.

## Statistiche

### Presenze e reti nei club
Statistiche aggiornate al 7 marzo 2025.
| Stagione        | Squadra         | Campionato      | Campionato | Campionato | Coppe nazionali | Coppe nazionali | Coppe nazionali | Coppe continentali | Coppe continentali | Coppe continentali | Altre coppe | Altre coppe | Altre coppe | Totale | Totale |
| Stagione        | Squadra         | Comp            | Pres       | Reti       | Comp            | Pres            | Reti            | Comp               | Pres               | Reti               | Comp        | Pres        | Reti        | Pres   | Reti   |
| --------------- | --------------- | --------------- | ---------- | ---------- | --------------- | --------------- | --------------- | ------------------ | ------------------ | ------------------ | ----------- | ----------- | ----------- | ------ | ------ |
| 2009-2010       | Roma            | A               | 1          | 0          | CI              | -               | -               | UEL                | 1                  | 0                  | -           | -           | -           | 2      | 0      |
| ago.-dic. 2010  | Siena           | B               | -          | -          | CI              | 1               | 0               | -                  | -                  | -                  | -           | -           | -           | 1      | 0      |
| gen.-giu. 2011  | Roma            | A               | 0          | 0          | CI              | -               | -               | UCL                | -                  | -                  | SI          | -           | -           | 0      | 0      |
| Totale Roma     | Totale Roma     | Totale Roma     | 1          | 0          |                 | 0               | 0               |                    | 1                  | 0                  |             | 0           | 0           | 2      | 0      |
| 2011-2012       | Crotone         | B               | 23         | 5          | CI              | 2               | 0               | -                  | -                  | -                  | -           | -           | -           | 25     | 5      |
| 2012-2013       | Crotone         | B               | 33         | 1          | CI              | 2               | 0               | -                  | -                  | -                  | -           | -           | -           | 35     | 1      |
| 2013-2014       | Crotone         | B               | 33+1       | 9+0        | CI              | 2               | 2               | -                  | -                  | -                  | -           | -           | -           | 36     | 11     |
| 2014-gen. 2015  | Latina          | B               | 22         | 1          | CI              | 2               | 1               | -                  | -                  | -                  | -           | -           | -           | 24     | 2      |
| feb.-giu. 2015  | Pescara         | B               | 12         | 2          | CI              | -               | -               | -                  | -                  | -                  | -           | -           | -           | 12     | 2      |
| 2015- gen. 2016 | Vicenza         | B               | 11         | 0          | CI              | 1               | 0               | -                  | -                  | -                  | -           | -           | -           | 12     | 0      |
| gen.-giu. 2016  | Como            | B               | 14         | 2          | CI              | -               | -               | -                  | -                  | -                  | -           | -           | -           | 14     | 2      |
| 2016-gen. 2017  | Pescara         | A               | 6          | 0          | CI              | 1               | 0               | -                  | -                  | -                  | -           | -           | -           | 7      | 0      |
| gen.-giu. 2017  | Ternana         | B               | 13         | 2          | CI              | -               | -               | -                  | -                  | -                  | -           | -           | -           | 13     | 2      |
| 2017-2018       | Pescara         | B               | 38         | 13         | CI              | 2               | 1               | -                  | -                  | -                  | -           | -           | -           | 40     | 14     |
| Totale Pescara  | Totale Pescara  | Totale Pescara  | 56         | 15         |                 | 3               | 1               |                    | -                  | -                  |             | -           | -           | 59     | 16     |
| 2018-gen. 2019  | Lecce           | B               | 12         | 0          | CI              | 2               | 0               | -                  | -                  | -                  | -           | -           | -           | 14     | 0      |
| feb.-giu. 2019  | Crotone         | B               | 11         | 2          | CI              | -               | -               | -                  | -                  | -                  | -           | -           | -           | 11     | 2      |
| Totale Crotone  | Totale Crotone  | Totale Crotone  | 100+1      | 17         |                 | 6               | 2               |                    | -                  | -                  |             | -           | -           | 107    | 19     |
| 2019-2020       | Trapani         | B               | 35         | 17         | CI              | -               | -               | -                  | -                  | -                  | -           | -           | -           | 35     | 17     |
| 2020-2021       | Lecce           | B               | 23+1       | 4+1        | CI              | 1               | 0               | -                  | -                  | -                  | -           | -           | -           | 25     | 5      |
| Totale Lecce    | Totale Lecce    | Totale Lecce    | 35+1       | 4+1        |                 | 3               | 0               |                    | -                  | -                  |             | -           | -           | 39     | 5      |
| 2021-2022       | Ternana         | B               | 31         | 6          | CI              | 3               | 1               | -                  | -                  | -                  | -           | -           | -           | 34     | 7      |
| 2022-gen. 2023  | Ternana         | B               | 14         | 2          | CI              | 1               | 0               | -                  | -                  | -                  | -           | -           | -           | 15     | 2      |
| Totale Ternana  | Totale Ternana  | Totale Ternana  | 58         | 10         |                 | 4               | 1               |                    | -                  | -                  |             | -           | -           | 62     | 11     |
| gen.-giu. 2023  | Benevento       | B               | 11         | 1          | CI              | -               | -               | -                  | -                  | -                  | -           | -           | -           | 11     | 1      |
| 2023-2024       | Reggiana        | B               | 19         | 2          | CI              | 1               | 0               | -                  | -                  | -                  | -           | -           | -           | 20     | 2      |
| 2024-2025       | Reggiana        | B               | 12         | 1          | CI              | -               | -               | -                  | -                  | -                  | -           | -           | -           | 12     | 1      |
| Totale Reggiana | Totale Reggiana | Totale Reggiana | 31         | 3          |                 | 1               | 0               |                    | -                  | -                  |             | -           | -           | 32     | 3      |
| Totale carriera | Totale carriera | Totale carriera | 374+2      | 70+1       |                 | 21              | 5               |                    | 1                  | 0                  |             | 0           | 0           | 398    | 76     |

### Cronologia presenze e reti in nazionale
| Cronologia completa delle presenze e delle reti in nazionale ― Italia under 21 | Cronologia completa delle presenze e delle reti in nazionale ― Italia under 21 | Cronologia completa delle presenze e delle reti in nazionale ― Italia under 21 | Cronologia completa delle presenze e delle reti in nazionale ― Italia under 21 | Cronologia completa delle presenze e delle reti in nazionale ― Italia under 21 | Cronologia completa delle presenze e delle reti in nazionale ― Italia under 21 | Cronologia completa delle presenze e delle reti in nazionale ― Italia under 21 | Cronologia completa delle presenze e delle reti in nazionale ― Italia under 21 |
| Data                                                                           | Città                                                                          | In casa                                                                        | Risultato                                                                      | Ospiti                                                                         | Competizione                                                                   | Reti                                                                           | Note                                                                           |
| ------------------------------------------------------------------------------ | ------------------------------------------------------------------------------ | ------------------------------------------------------------------------------ | ------------------------------------------------------------------------------ | ------------------------------------------------------------------------------ | ------------------------------------------------------------------------------ | ------------------------------------------------------------------------------ | ------------------------------------------------------------------------------ |
| 19-11-2013                                                                     | Gornji Milanovac                                                               | Serbia under 21                                                                | 1 – 0                                                                          | Italia under 21                                                                | Qual. Europeo Under-21 2015                                                    | -                                                                              | 72’ 88’                                                                        |
| Totale                                                                         |                                                                                | Presenze                                                                       | 1                                                                              |                                                                                | Reti                                                                           | 0                                                                              |                                                                                |